# Катастрофа Boeing 727 в Фуншале
Катастрофа Boeing 727 в Фуншале — крупная авиационная катастрофа, произошедшая в субботу 19 ноября 1977 года в аэропорту Фуншала с авиалайнером Boeing 727-282B авиакомпании TAP, в результате которой погиб 131 человек. Вторая крупнейшая авиакатастрофа в истории Португалии.

## Самолёт
Boeing 727-282B с бортовым номером CS-TBR и серийным 20972 (заводской — 1096) был выпущен в 1975 году и 7 января совершил свой первый полёт, а 16 января получил лётный сертификат. 22 января того же года был передан авиакомпании TAP Air Portugal, в которой получил имя Sacadura Cabral. Оснащён тремя турбореактивными двигателями Pratt & Whitney JT8D-17. На день катастрофы совершил 5204 цикла «взлёт-посадка» и налетал 6154 часа 28 минут.

## Катастрофа
19 ноября авиалайнер выполнял рейсы TP-420 Лиссабон—Брюссель, а затем TP-425 Брюссель—Лиссабон—Фуншал. На его борту в момент вылета из Брюсселя находились 8 членов экипажа (командир Жоао Лонтрао (порт. João Lontrão), второй пилот Мигел Гимарайнш Лил (порт. Miguel Guimarães Leal), бортинженер Гуальдино Пинту (порт. Gualdino Pinto) и 5 бортпроводников) и 156 пассажиров. Рейс 420 и первый этап рейса 425 были выполнены без существенных замечаний. В Лиссабоне экипаж получил сводку о погоде в Фуншале. Согласно прогнозу, на маршруте ожидалась нестабильная погода и была вероятность появления грозовых кучевых облаков и ливневых дождей, но это не должно было отрицательно повлиять на рейс.
В 19:50 рейс 425 оставил перрон, а в 19:55 взлетел с взлётно-посадочной полосы №03 аэропорта Лиссабона.
В 21:05 на подходе к Мадейре с рейса TP-425 запросили разрешение на снижение, диспетчер разрешил снижаться до эшелона 50 (5 тысяч футов или 1524 метра) по давлению 1013,2 мбар. В 21:05:50 экипаж доложил о начале снижения до эшелона 50 по направлению на Порту-Санту, на что получил указание переходить на частоту 118,1 МГц для связи с Фуншал-контроль. В 21:17 экипаж связался с диспетчером контроля и доложил о занятии эшелона 50 и оценочном достижении радиомаяка MAD в 5 минут. В ответ диспетчер контроля дал разрешение снижаться до высоты 3500 футов по QNH 1013 и сообщил, что посадка будет на полосу 06. Также экипажу была передана метеосводка: свежий ветер 14 узлов направлением 220, температура 19 °C, видимость 4—5 километров. Экипаж подтвердил получение информации. Согласно фактическому прогнозу погоды на 20:50, в аэропорту Фуншала в районе башни дул ветер курсом 220 и скоростью 10 узлов, а в районе полосы — курсом 180, видимость 5 километров, облачность 7/8, ливневый дождь, давление аэродрома у полосы 24 — 1006 мбар, у полосы 06 — 1008 мбар, температура 18—19°.
В 21:23:13 экипаж доложил о прохождении траверза MAD на высоте 1700 футов и курсе 215, при этом не имея визуального контакта с землёй. Следуя по курсу 200 и снизившись до высоты 980 футов, в 21:26:33 с рейса TP-425 доложили об отсутствии визуального наблюдения полосы и об уходе на второй круг.
Для повторной попытки приземлиться в аэропорту командир выбрал полосу 24. В 21:43:52 было доложено о проходе высоты 1800 футов по курсу 205, а в 21:44:57 диспетчер запросил у экипажа TP-425, наблюдают ли они огни высокой интенсивности, на что получил положительный ответ. В 21:45:02 экипаж доложил о прохождении радиомаяка аэропорта и визуальном наблюдении аэропорта. В 21:46:48 при выполнении правого разворота на курс 250 командир дал указание зачитать контрольную карту перед посадкой.
В 21:47:21 с вышки аэропорта сообщили, что ветер на полосе 24 стих, и спросили, будет ли экипаж выполнять посадку на неё, на что получили положительный ответ. Тогда рейсу 425 дали разрешение на посадку. С высоты 400 футов на скорости 150 узлов самолёт начал выполнять снижение. Из-за высокой поступательной скорости порог полосы был пройден на высоте 44 фута (13,4 метров), а касание произошло в 2060 футах (622 метра) за ним при скорости 148,2 узла и в 15 футах левее центральной оси полосы, закрылки при этом были выпущены на 27°. Экипаж выровнял самолёт и включил реверс, когда до конца полосы оставалось 1448 футов (441 метр). Проехав всю оставшуюся часть полосы за 15 секунд, на скорости 78,5 узлов при выпущенных на 25° закрылках авиалайнер выехал за пределы ВПП.
Скатываясь по крутому склону, Боинг через 118 метров и на 28 метров ниже уровня полосы в 21:48:36 врезался правой плоскостью в мост, при этом плоскость вместе с хвостовой частью фюзеляжа отделилась, а передняя часть фюзеляжа с левой плоскостью рухнула на 16 метров вниз на пляж, частично разрушилась и загорелась.
В катастрофе выжили 33 человека — 2 члена экипажа (бортпроводники) и 31 пассажир, все получили ранения; остальные 131 человек — 6 членов экипажа (все три пилота и 3 бортпроводника) и 125 пассажиров — погибли. На момент событий по числу жертв это была крупнейшая авиационная катастрофа в Португалии, на 2020 год — вторая (после катастрофы Boeing 707 на Санта-Марии, 144 погибших). Также на 2020 год остаётся крупнейшей катастрофой в истории гражданской авиации Португалии.

## Причины
Согласно выводам комиссии, самолёт до столкновения с мостом был исправен, а экипаж был достаточно квалифицирован. В выводах было отмечено нарушение схемы захода на посадку, в результате чего касание произошло в 2060 футах от начала полосы, что на 1060 футов превышает нормальное, а скорость при этом была 148,2 узлов, то есть на 19,2 узлов выше рекомендуемой. Также было отмечено недостаточное количество огней курсо-глиссадной системы, что затрудняло выполнение точного захода на посадку. Непосредственными причинами катастрофы были названы сложные метеоусловия, в результате которых из-за заливания полосы водой была вероятность аквапланирования, а также превышение посадочной скорости на 19 узлов. В рекомендациях была отмечена необходимость повышения уровня метеонаблюдения в Фуншальском аэропорту.

## Последствия

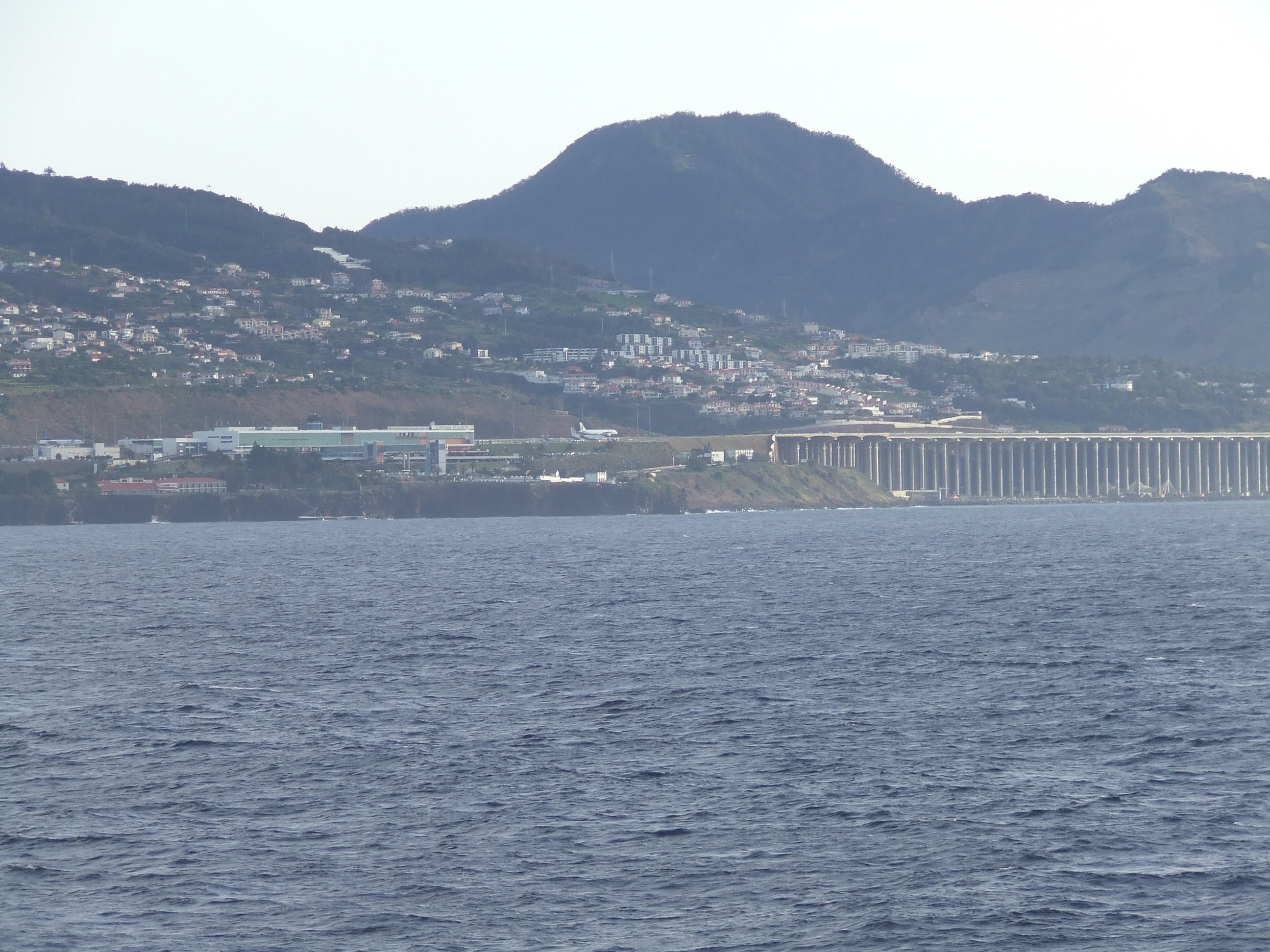
Аэропорт Фуншал в 2011 году. Справа видна эстакада на столбах

В период с 1982 по 1986 годы длина взлётно-посадочной полосы аэропорта Фуншал была увеличена с 1600 до 1800 метров, что позволило повысить безопасность посадки. К 15 сентября 2001 года за счёт создания специальной эстакады на 180 столбах длина полосы была увеличена и достигла 2781 метра.